# Keds
Keds je americká značka obuvi, první značka kecek, plátěných bot s gumovou podrážkou vyráběných od roku 1916.

## Historie firmy
Kecky začala v roce 1916 vyrábět US Rubber Company (později známá jako Uniroyal, Uniroyal Goodrich a poté její vlastnictví převzal Michelin). Značka byla později přisvojena společností Stride Rite, kterou nyní vlastní společnost Wolverine World Wide.
Při volbě názvu značky byla první volba Peds, z latinského ped, což znamená chodidlo. Toto jméno bylo však již obsazeno a bylo tak zvoleno jméno Keds.
V 60. a 70. letech přibyla série atletických bot pod novou značkou Pro-Keds. Ty našly své místo u mnoha basketbalových hráčů, např. JoJo White, Kareem Abdul Jabbar, Bob Love, Lou Hudson, Willis Reed nebo Nate Archibald.